# Анізометричні об'єкти
Анізометричні об'єкти:
- 1. В органічній хімії — термін стосується одного з двох молекулярних індивідів, що не є взаємонакладальними, і не

можуть стати такими при віддзеркаленні одного з них.
- 2. У колоїдній хімії — термін стосується колоїдних частинок, розмір яких в одному напрямку сильно відрізняється від розмірів у двох інших. Наприклад, пластинка, тор і т. п.